# José María Medina (Fußballspieler)
José María Medina (* 13. Februar 1921 in Paysandú; † 16. Oktober 2005) war ein uruguayischer Fußballspieler.

## Karriere

### Verein
Offensivakteur Medina stand zu Beginn seiner Karriere von 1939 bis 1944 in Reihen der Montevideo Wanderers. In den Jahren 1945 und 1946 spielte er für Nacional Montevideo in der Primera División. 1946 gewannen die „Bolsos“ die Uruguayische Meisterschaft. 1947 wechselte er nach Argentinien zu den Newell’s Old Boys. Für diesen Klub war er bis 1948 aktiv. In den Jahren 1949 bis 1952 gehörte er erneut dem Kader der Montevideo Wanderers an und stieg mit diesen in der Endphase seiner Karriere 1952 als Meister der Primera B nach zwischenzeitlichem Abstieg wieder in die höchste uruguayische Spielklasse auf. In beiden Phasen der Vereinszugehörigkeit zu den Wanderers absolvierte er 211 Spiele und schoss 92 Tore.

### Nationalmannschaft
Medina gehörte der A-Nationalmannschaft Uruguays an, für die er zwischen dem 23. Februar 1941 und dem 1. April 1947 15 Länderspiele absolvierte und elf Länderspieltore schoss. Mit der Celeste nahm er an den Südamerikameisterschaften 1941 und 1946 teil. Bei letztgenannter Teilnahme wurde er mit sieben erzielten Treffern Torschützenkönig des Turniers.

### Erfolge
- Torschützenkönig Südamerikameisterschaft: 1946
- Uruguayischer Meister: 1946